# Tamaki Uchiyama
Tamaki Uchiyama (内山 環, Uchiyama Tamaki), née le 13 décembre 1972, est une joueuse internationale de football japonaise.

## Biographie
Le 26 mai 1991, elle fait ses débuts avec l'équipe nationale japonaise lors de la Coupe d'Asie, contre la Corée du Nord. Elle participe à la Coupe du monde 1991, 1995, 1999 et Jeux olympiques d'été 1996. Elle compte 58 sélections et 26 buts en équipe nationale du Japon de 1991 à 1999.

## Statistiques
Le tableau ci-dessous présente les statistiques de Tamaki Uchiyama en équipe nationale
| Équipe du Japon | Équipe du Japon | Équipe du Japon |
| Année           | Matchs          | Buts            |
| --------------- | --------------- | --------------- |
| 1991            | 6               | 3               |
| 1992            | 0               | 0               |
| 1993            | 0               | 0               |
| 1994            | 5               | 1               |
| 1995            | 9               | 9               |
| 1996            | 8               | 3               |
| 1997            | 6               | 4               |
| 1998            | 10              | 2               |
| 1999            | 14              | 4               |
| Total           | 58              | 26              |

## Palmarès
- Finaliste de la Coupe d'Asie 1991, 1995
- Troisième de la Coupe d'Asie 1997